# Chaource (queso)
El Chaource es un queso francés, originariamente elaborado en la ciudad de Chaource (departamento de Aube) en la región de Champaña-Ardenas. Se fabrica también en el departamento de Yonne, al noreste de la región de Borgoña.

## Historia
Desde la Edad Media se elabora este queso en la villa homónima, situada en la húmeda Champaña, cerca de Troyes. Aunque su área de fabricación se ha expandido desde entonces, aún se realiza en una zona estrechamente controlada de los departamentos de Aube y Yonne. Se considera que lo crearon los religiosos de la abadía de Pontigny. Los habitantes de Chaource lo ofrecieron en 1513 al gobernador de Langres. Conocido desde el siglo XIV, Margarita de Borgoña lo exigía en su mesa y Carlos el Hermoso era un gran aficionado del Chaource.

## Elaboración
Fue reconocido como un queso AOC en 1970, y ha estado plenamente regulado desde 1977. Las normas de la denominación de origen permiten tanto leche pasteurizada como no pasteurizada a la hora de elaborarlo. Además, establecen: 
- La coagulación debe ser principalmente láctica, y debe durar al menos 12 horas.
- El escurrido del queso debe ser lento y espontáneo.

Se hace usando una receta similar a la del Neufchâtel, excepto que el Chaource suele moldearse con cucharón. La maduración lleva normalmente entre 2 y 4 semanas y el queso se come generalmente fresco. Su producción se centra en el municipio de Chaource. Después se vende en los mercados de la región y en las ciudades de Lyon y París. 

## Características
Chaource es un queso de leche de vaca, de forma cilíndrica y alrededor de 10 centímetros de diámetro y 6 centímetros de alto, que pesa 250 o 450 gramos. El contenido en grasa es de un mínimo de 50%. Está cubierto por una corteza de moho blanco penicillium candidum. Su elaboración es aún tradicional. La pasta central es suave, cremoso de color, y que se desmigaja fácilmente; presenta una textura característica que se funde en la boca. Cuando madura, se hace muy cremoso, casi líquido. Desprende olor ligero a champiñones. Su sabor, suavemente salado, resulta ligero y frutal. 
Es bueno en cualquier momento de su maduración: joven, resulta muy suave; curado, es cremoso; plenamente maduro, sabe a nuez y un poco salado. Muy bueno en aperitivo, puede servirse  cortado en cubitos, acompañado de un oporto o de un champán; con blancos (Chablis, Sancerre, Côte de Nuits), rosados (Rosé des Riceys) o tintos (Côte de Nuits, Irancy).

## Denominación de origen
A nivel nacional, en Francia, el Chaource es protegido por una appellation d'origine contrôlée (AOC) desde 1970, lo que, a nivel internacional, lo incorpora en el registro, conforme al Sistema de Lisboa, de la Organización Mundial de la Propiedad Intelectual, desde el 11 de diciembre de 1970. Desde 1996, su AOC corresponde a una denominación de origen protegida (DOP) ante la Unión Europea.